# Nebulosa Fiamma
La Nebulosa Fiamma è una nebulosa diffusa visibile nella costellazione di Orione.
Si trova a 1 grado dall'equatore celeste, molto vicina alla brillantissima stella Alnitak, tanto da venirne quasi oscurata dalla sua luminosità. Fa parte del grande Complesso nebuloso molecolare di Orione e può essere osservata con un potente telescopio; nelle foto a lunga posa o digitali la sua estensione può arrivare ad oltre mezzo grado di diametro.

## Osservazione

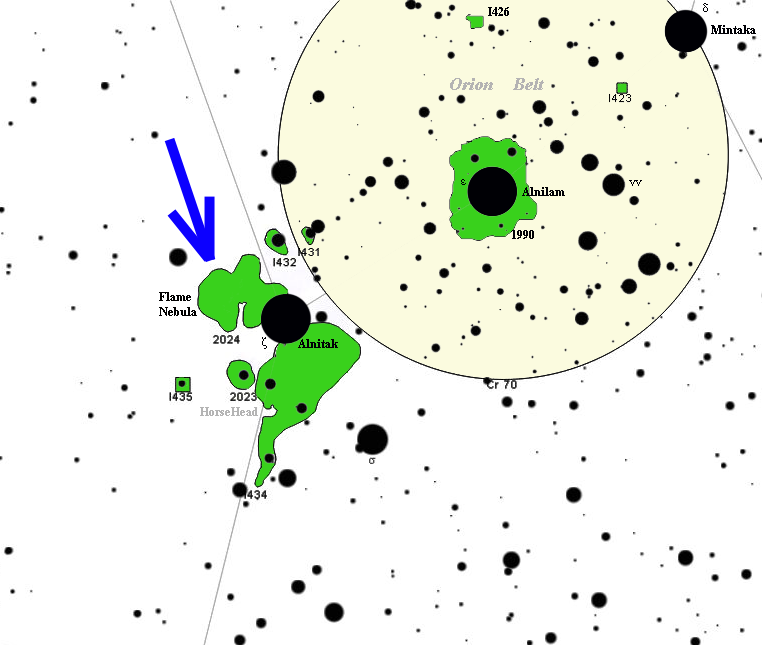
Mappa per individuare la Nebulosa Fiamma, con in evidenza la Cintura di Orione.

Si tratta di una grande regione H II visibile poco ad est della brillante Alnitak; la sua caratteristica fisica principale, che le conferisce pure il nome, è una grande banda scura di polveri che l'attraversa da nord a sud, allargandosi progressivamente e conferendo alla parte brillante della nebulosa una forma a fiamma; la sorgente illuminante non è, come potrebbe sembrare, Alnitak, poiché questa stella si trova a circa 820 al, dunque in primo piano a una distanza quasi dimezzata rispetto alla nebulosa. La fonte potrebbe essere un giovane ammasso di circa 300 stelle scoperte nella parte meridionale della nube nel corso degli anni novanta, le cui componenti possiedono una magnitudine apparente che arriva fino alla tredicesima, o anche meno luminose; oltre a queste sono note alcune sorgenti nel lontano infrarosso, di cui due sono associate a protostelle di classe 0.
Il periodo migliore per la sua osservazione nel cielo serale va da dicembre ad aprile, e grazie alla sua posizione, pochissimi gradi a sud dell'equatore celeste, è ben osservabile da tutte le aree popolate della Terra.

## Caratteristiche
La principale fonte ionizzatrice dei gas sarebbe una stella blu di sequenza principale di classe spettrale O8, catalogata come IRS2b; una seconda sorgente, nota come IRS2, contribuirebbe notevolmente nel fenomeno della ionizzazione. Entrambe le stelle mostrano un eccesso di radiazione infrarossa, e in particolare IRS2 appare anche associata ad una sorgente di onde radio ultracompatta, G206.543-16.347, dalla natura sconosciuta; l'eccesso di radiazione infrarossa fa pensare che IRS2 sia una stella di classe spettrale B circondata da un denso disco di accrescimento. Queste ed altre sorgenti sono state identificate già a partire dagli anni ottanta: fra queste vi sono IRS1, IRS4 e IRS5, ritenute anch'esse partecipanti alla ionizzazione, assieme a IRS3, la quale consiste non di una singola sorgente ma di un sistema multiplo di stelle.
Analizzando ai raggi X la banda oscura sono state scoperte alcune sorgenti di raggi X dalla luminosità e caratteristiche paragonabili a quelle delle giovani stelle T Tauri: le regioni centrali della nube pertanto sembra che possano ospitare delle stelle di questo tipo. La temperatura del plasma della regione sembra inoltre essere più elevata rispetto a quanto osservato in regioni simili; ciò è indice del fatto che le stelle T Tauri generatrici di calore possiedono una temperatura molto elevata, più simile a quella delle giovani protostelle osservate nella regione della Nebulosa di Orione, piuttosto che delle regioni di formazione stellare di piccola massa.